# Арапов, Михаил Иванович

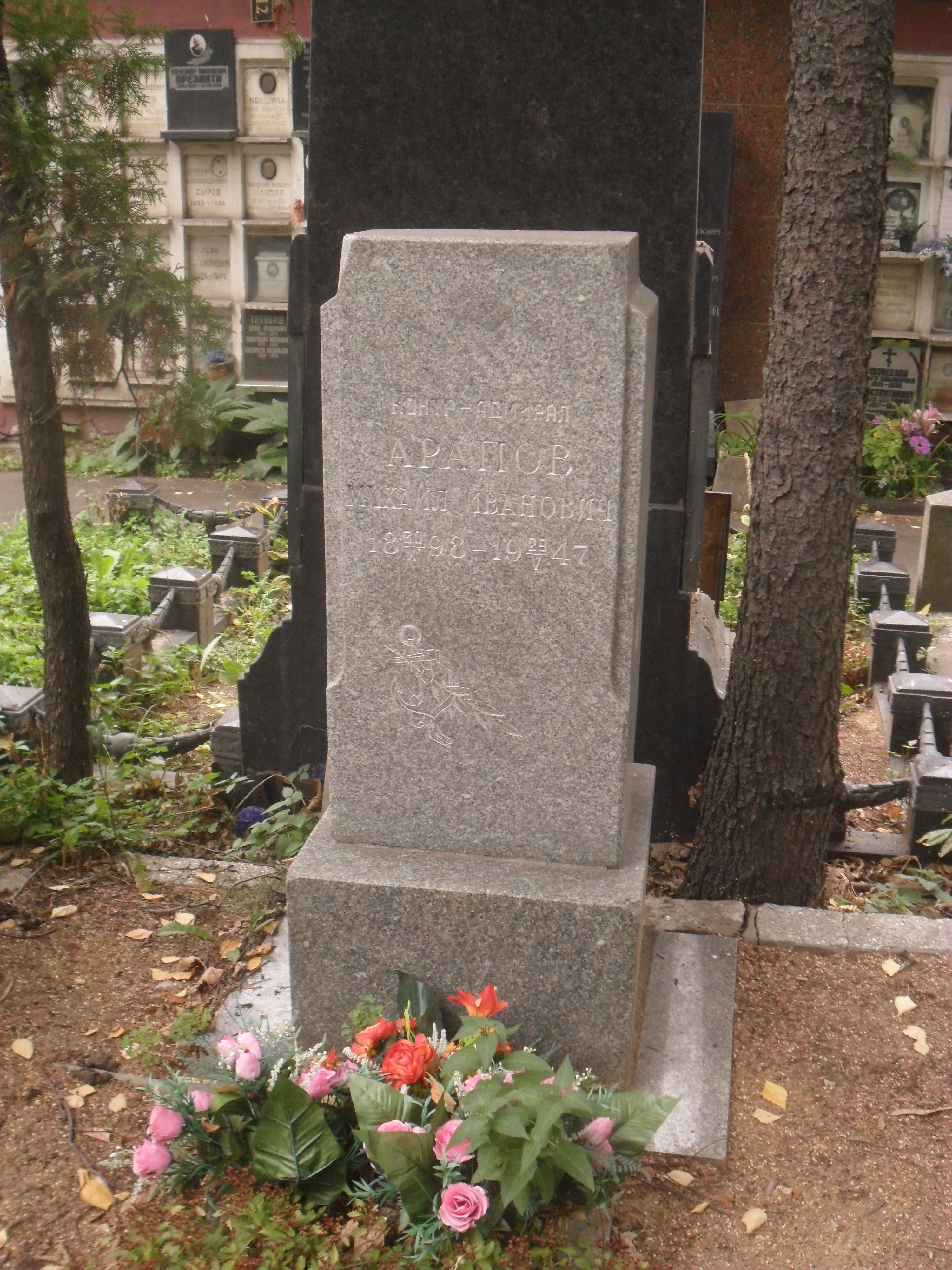
Могила Арапова на Новодевичьем кладбище Москвы.

Михаил Иванович Ара́пов (30 октября 1898 — 25 мая 1947) — советский деятель военно-морского флота, участник Гражданской и Великой Отечественной войн, контр-адмирал (1940).

## Биография
Родился 18 (30) октября 1898 года в Санкт-Петербурге.
С декабря 1918 года в Морских силах Республики ученик-электрик в Учебно-минном отряде в Кронштадте. С мая 1919 г. красноармеец 1-го экспедиционного отряда Морских сил Балтийского моря. Участник Гражданской войны в России, воевал на Западном фронте против войск генерала Юденича. С сентября 1919 г. старшина электрик Технического отдела Морских сил Балтийского моря. С октября 1921 г. по мая 1925 г. слушатель Военно-морского училища им. М.В. Фрунзе, после окончания которого назначен помощником вахтенного начальника линкора «Марат». Член ВКП(б) с 1925 г. С сентября 1925 г. вахтенный начальник и командир башни линкора «Октябрьская революция». С октября 1926 г. по ноябрь 1927 г. обучался в штурманском классе Специальных курсов усовершенствования командного состава РККФ, после чего был направлен на должность штурмана эсминца «Карл Маркс». С октября 1928 г. помощник командира эсминца «Калинин». С октября 1930 г. по май 1933 г. слушатель военно-морского факультета Военно-морской академии им. К.Е. Ворошилова. После академии служил на Дальнем Востоке. С мая 1933 г. помощник начальника 1-го (оперативного) отдела штаба Морских сил Дальнего Востока. С марта 1934 г. начальник штаба бригады заграждения и траления Тихоокеанского флота. С октября 1936 г. по ноябрь 1937 г. слушатель курсов командиров эсминцев, во время которых с марта 1937 г. был командиром эсминца «Серго Орджоникидзе» (В книге Лурье В.М. «Адмиралы и генералы Военно-морского флота СССР» указан как командира лидера эсминцев «Киев», который был заложен в 1939 году). С ноября 1937 г. помощник начальника штаба Тихоокеанского флота. С мая 1938 г. начальник штаба Тихоокеанского флота. С сентября 1938 г. заместитель командующего Тихоокеанским флотом. Участник боевых действий на оз. Хасан. С августа 1939 года командующий Северной Тихоокеанской флотилии. В этой должности встретил начало Великой Отечественной войны. Под руководством контр-адмирала Арапова на флотилии были приняты все необходимые меры по повышению её боеготовности.
С 13 февраля по 25 октября 1943 года Арапов руководил штабом Краснознаменного Балтийского флота. Под руководством контр-адмирала Арапова в мае разработал и провёл операции по перевозке кораблями флота войск и боевой техники из Ленинграда и м. Лисий нос в г. Ораниенбаум, обеспечению перехода из Кронштадтской военно-морской базы на о. Лавенсаари первой группы подводных лодок для действий на коммуникациях противника в Балтийском море. Совместно со штабом Ленинградского фронта штаб флота во главе с Михаилом Ивановичем Араповым участвовал в подготовке и проведении Мгинской наступательной операции (июль — август 1943 года) войск Ленинградского и Волховского фронтов, а в сентябре — наступательной операции 67-й армии по овладению Синявинскими высотами.
С декабря 1943 года находился в распоряжении Управления кадров офицерского состава ВМФ, так как был ранен и отправлен в тыл на лечении.
В июне 1946 года Арапов вышел в отставку по болезни. Умер 25 мая 1947 года, похоронен на Новодевичьем кладбище Москвы. Вместе с ним похоронена его дочь - Смирнова (Арапова) Лариса Михайловна (1937-2014).

## Воинские звания
Капитан 1 ранга — 09.02.1939;
Флагман 2 ранга — 29.07.1939;
Контр-адмирал — 04.06.1940.

## Награды
- Орден Ленина (1945)[4];
- два Ордена Красного Знамени (1943[3],1944[5]);
- Медаль «За оборону Ленинграда»;
- Юбилейная медаль «XX лет Рабоче-Крестьянской Красной Армии» (1938)[6];
- Медаль «За победу над Германией в Великой Отечественной войне 1941—1945 гг.»;
- и другие медали.